# Strufoli di carnevale
Gli Strufoli sono dolci tipici del carnevale e appartengono alla tradizione culinaria umbra.

Sono diffusi in gran parte del territorio, nelle aree che si estendono da Todi al Lago Trasimeno.
Sono presenti numerose varianti che rispettano le tradizioni delle singole famiglie e che si rifanno alle consuetudini locali.

Nonostante non si conosca con certezza l'epoca di origine, la ricetta è presente nell'Annuario di Todi per l'anno MCMXXVII.

## Curiosità
(Trotta, 2011 op. cit.)
Un tempo venivano fritti nello strutto, come le frappe, e mangiati entro la mezzanotte di martedì grasso, per evitare di consumare un grasso animale durante il periodo di Quaresima.